# Shiver
Shiver – piosenka rockowej grupy Coldplay, pochodząca z jej debiutanckiego albumu, Parachutes. 6 marca 2000 roku została wydana jako singel promujący tę płytę. Tekst utworu sugeruje, że opowiada on o nie odwzajemnionej miłości.
Piosenka jest jedną z najstarszych w dorobku zespołu. W przeciwieństwie do pozostałych utworów z Parachutes, które zostały napisane pod koniec 2000 roku, „Shiver” była wykonywana przez Coldplay już podczas pierwszych koncertów grupy w 1999 roku.
Po siedmiu latach grania piosenki na koncertach, zespół zdecydował się w końcu usunąć ją z listy wykonywanych utworów. Stało się to w późniejszym etapie trasy A Rush of Blood to the Head Tour.
Wideoklip „Shiver” został nakręcony przez Granta Gee. Przedstawia on zespół wykonujący piosenkę w małym studio.

## Lista utworów
- Promo CDRDJ6536

1. „Shiver” – 5:02

- CD CDR6536

1. „Shiver” – 5:02
2. „For You” – 5:45
3. „Careful Where You Stand” – 4:47

- Promo (USA)

1. „Shiver” – 4:59

## Certyfikaty i sprzedaż
| Kraj                  | Certyfikat    | Sprzedaż |
| --------------------- | ------------- | -------- |
| Wielka Brytania (BPI) | srebrna płyta | 200 000+ |